# Tomasz Michał Dangel
Tomasz Michał Dandel (ur. 1742 w Pasewalku, zm. 21 lutego 1808 w Raszynie) – polski fabrykant powozów I Rzeczypospolitej pochodzenia niemieckiego.

## Życiorys
Urodził się w Pasewalk w Meklemburgii w 1742 w mieszczańskiej rodzinie. Podróżując po Europie uczył się zawodu i około 1768 przybył do Warszawy.
Ożenił się z Zofią Anną Krauze córką warszawskiego fabrykanta powozów. Założył warsztat w Warszawie i w niedługim czasie doprowadził do produkcji powozów na wielką skalę. Najbardziej okazałe, najdroższe powozy pochodziły z jego manufaktury. Była to największa fabryka karet w I Rzeczypospolitej. Znana była również z wysokiej jakości produkowanych pojazdów konnych. W swoim rozkwicie zatrudniał do 300 pracowników. Według Tadeusza Korzona miał na stanie gotowych do sprzedaży ponad sto powozów w cenie od 100 do 2000 dukatów. Zakład jego należał do jednych z największych i najbardziej znanych w Europie. W 1782 tak o jego działalności mówił specjalista: „Połączył w swoich wielkich domach na ul. Senatorskiej i na ul. Elektoralnej pracownie wszystkich rzemieślników, których do wystawienia powozu potrzebuje, jako to: stelmachów, siodlarzy, kowali, lakierników, tasiemkarzy, farbiarzy, pasamoników itd., iż w razie, gdy kupujący w bogatym składzie gotowych wyrobów tegoż fabrykanta nie znajdzie do swego upodobania powozu, w nieuwierzenia krótkim czasie takowy mu wystawią”.
11 listopada 1790 sejm nadał Tomaszowi Dangelowi szlachectwo oraz herb Dangiel. W czasie insurekcji kościuszkowskiej należał do Komisariatu Generalnego Wojennego i był członkiem sześcioosobowego Departamentu Koni i Zaprzęgów.
Był właścicielem kilku domów w Warszawie oraz majątków w Raszynie i Falentach.
W małżeństwie z Zofią Krauze miał piętnaścioro dzieci: Tomasz Krzysztof, Zofia Anna, Jan Daniel, Jan Piotr, Julia Henrietta Filipina, Marianna, Charlotta Zofia, Piotr Kazimierz, Anna Karolina, Elżbieta Zofia, Karolina Wilhelmina, Wilhelmina Dorota, Tomasz Adam, Zofia Emilia i Ludwika Henrietta.
Zmarł w Raszynie 21 lutego 1808 i pochowany został na cmentarzu ewangelicko-augsburskim w Warszawie.